# La Chapelle-Launay
La Chapelle-Launay település Franciaországban, Loire-Atlantique megyében. Lakosainak száma 3246 fő (2022. január 1.). La Chapelle-Launay Campbon, Donges, Frossay, Lavau-sur-Loire, Prinquiau és Savenay községekkel határos.

## Népesség
A település népességének változása:
| Lakosok száma | 1307 | 1839 | 2249 | 2634 | 2810 | 2913 | 3052 | 3145 | 3194 | 3246 |
|               | 1968 | 1982 | 1990 | 2006 | 2013 | 2015 | 2017 | 2019 | 2020 | 2022 |